# Букуру
Букуру (рум. Bucuru) — село у повіті Алба в Румунії. Адміністративно підпорядковане місту Куджир.
Село розташоване на відстані 259 км на північний захід від Бухареста, 34 км на південний захід від Алба-Юлії, 110 км на південь від Клуж-Напоки.

## Населення
За даними перепису населення 2002 року у селі проживали 103 особи, усі — румуни. Усі жителі села рідною мовою назвали румунську.